# Giovanni Robert
Giovanni (Gianni) Robert (Sulmona, 15 ottobre 1907 – Roma, 16 febbraio 1993) è stato un ingegnere italiano.
Fu un progettista e dirigente delle Ferrovie dello Stato, un divulgatore scientifico e un pubblicista.

## Formazione e attività scientifica
Nel 1930 conseguì a pieni voti, presso l'Università degli Studi di Roma "La Sapienza", la laurea in Ingegneria Civile, e nel 1931 presso l'Università degli Studi di Napoli l'abilitazione all'esercizio della professione, che per due anni svolse come libero professionista.
Dal 1965 al 1967 fu presidente del Collegio Ingegneri Ferroviari Italiani.
Fino al 1992 fu componente del Comitato scientifico dell'Istituto Internazionale delle Comunicazioni di Genova.

## Attività nelle Ferrovie dello Stato
Nel 1933, quale vincitore di concorso esterno, fu assunto dalle Ferrovie dello Stato e fino al 1935 lavorò nella Divisione del Compartimento di Reggio Calabria del Servizio Lavori e Costruzioni.
Poi fu chiamato alla sede centrale del Servizio, e ivi partecipò a ricerche sperimentali sull'armamento (notevoli i suoi contributi sulla circolazione delle locomotive E.326 e sulla dilatazione vincolata in opera delle rotaie).
Dopo la Seconda Guerra Mondiale (durante la quale fu richiamato alle armi e, come capitano del Genio Aeronautico, incaricato di progettare diversi aeroporti militari) tornò al lavoro nella Direzione generale delle FS.
Dal 1946 al 1950 fu responsabile dell'Ufficio Stampa del Ministero dei trasporti, e dal 1950 al 1956 fu responsabile della Sezione Documentazione delle FS. In quest'ultima veste fondò il periodico aziendale Noi della rotaia, di cui fu anche il primo direttore.
Nel 1957 ritornò all'esercizio: fu direttore delle Divisioni del Servizio Lavori di Venezia e di Belluno dal 1957 al 1959, direttore del Compartimento di Ancona dal 1959 al 1961, e del Compartimento di Bologna dal 1961 al 1963. Dal dicembre 1963, col grado di direttore centrale di prima classe, entrò nel Consiglio di amministrazione delle FS.
Fu collocato in quiescenza nel 1973.

## Divulgatore scientifico e pubblicista
Oltre alla collaborazione con periodici scientifici fu attivo nella divulgazione tramite quotidiani e periodici.
Quale socio e dirigente del Collegio Ingegneri Ferroviari Italiani fu incaricato di riavviare le pubblicazioni del suo organo ufficiale, la Rivista tecnica delle ferrovie italiane, la cui pubblicazione era stata sospesa nel 1944 per l'imperversare delle vicende belliche. I suoi sforzi consentirono la sua ripresa, nel 1946, con la nuova testata di Ingegneria ferroviaria. La diresse fino al 1951.
Fu consigliere federale dell'Associazione Nazionale Ingegneri e Architetti Italiani (ANIAI) e condirettore del suo organo L'ingegnere, e consigliere dell'Unione Stampa Periodica Italiana (USPI).
Molto nota e apprezzata anche dai non specialisti la sua ponderosa monografia su Le ferrovie nel Mondo, Milano, Vallardi, 1964.

## Vita privata
Sposato, ebbe tre figlie.

### Biografia
- Ricordo di Giovanni Robert, in Ingegneria Ferroviaria, 48 (1993), n. 4, p. 172
- [Giuseppe Romolo Corazza], 50 anni di "Ingegneria ferroviaria"... e qualcuno in più, in Ingegneria Ferroviaria, 51 (1996), n. 7, pp. 417-423

### Pubblicazioni
- Gianni Robert, Le ferrovie nel Mondo, Milano, Vallardi, 1964